# テンジクダイ科
テンジクダイ科（Apogonidae）は、スズキ目またはコモリウオ目（Kurtiformes）に所属する魚類の分類群の一つ。4亜科40属で構成され、テンジクダイ・ネンブツダイなど沿岸付近に生息する海水魚を中心に少なくとも354種が含まれる。

## 概要
テンジクダイ科には2015年時点で40属354種が記載されている。太平洋・インド洋・大西洋など世界中の温暖な海に分布し、沿岸域の岩礁やサンゴ礁で暮らす仲間が多い。テンジクダイ属の一部が淡水・汽水域に進出するほか、Glossamia 属の9種はニューギニア島・オーストラリアに分布する純粋な淡水魚である。日本近海には、26属98種が分布する。
最大種の体長は20cmほどで、多くは10cm未満の小型魚類である。日本で底引き網によって漁獲されるテンジクダイ Jaydia lineata (Indian perch) やマトイシモチ J. carinata (Ocellate cardinalfish) など一部の種類を除き、食用として利用されることは少ない。マンジュウイシモチ Sphaeramia nematoptera、イトヒキテンジクダイ Zoramia leptacantha など、特徴的な体型・体色により観賞魚として知られる仲間もあるが、そのほとんどが、知られておらず地味な存在である。日本人の釣り人にとって馴染み深いネンブツダイはこの種に入る。
ほとんどの種類は夜行性である。親魚が受精卵を孵化するまで口にくわえて保護する、いわゆるマウスブルーダーの魚類が多い。卵の保護は雄が行うことが多いが、種類によっては雌が担当する場合もあると推測されている。

## 形態
テンジクダイ科魚類は一般に左右に平たく側扁し、種類によってはやや細長い体をもつ。背鰭は2つで、互いの間隔は離れている。第1背鰭は6-8本の棘条のみ、第2背鰭は1本の棘条と8-14本の軟条で構成される。 Paxtoninae 亜科の Paxton 属のみ、例外的に連続した単一の背鰭をもつ。臀鰭の棘条は2本で、軟条は8-18本。鱗は櫛鱗であることが多いが、円鱗をもつグループもある。鰓条骨は7本で、椎骨は24個。
ヒカリイシモチ属の仲間は腹部に発光器官をもち、生物発光を行う。比較的深い海域に生息するコミナトテンジクダイ属の1種（Apogon gularis）は、肛門の位置が他の仲間とは異なり、腹鰭の基部のすぐ後ろに開口する。

## 分類

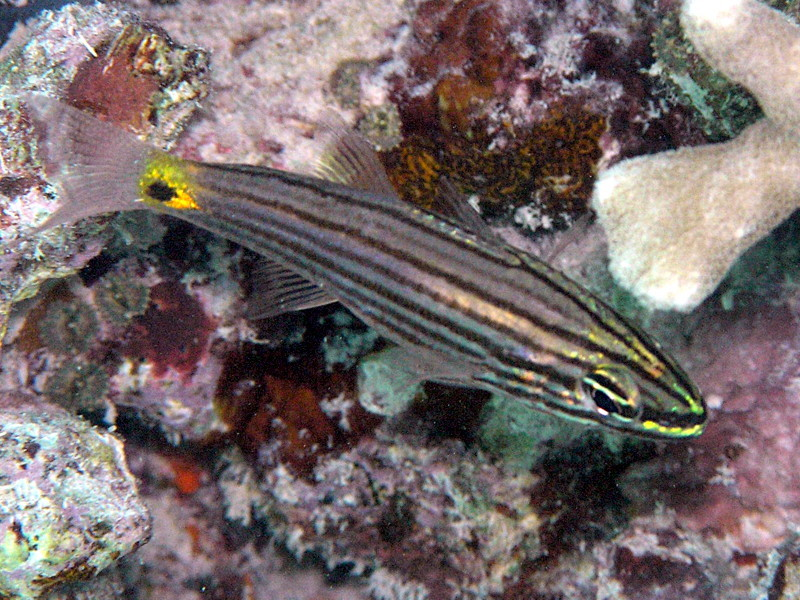
カスミヤライイシモチ Cheilodipterus artus （ヤライイシモチ属）。尾柄部の斑紋は、本科魚類の同定に際し重要な形質となる

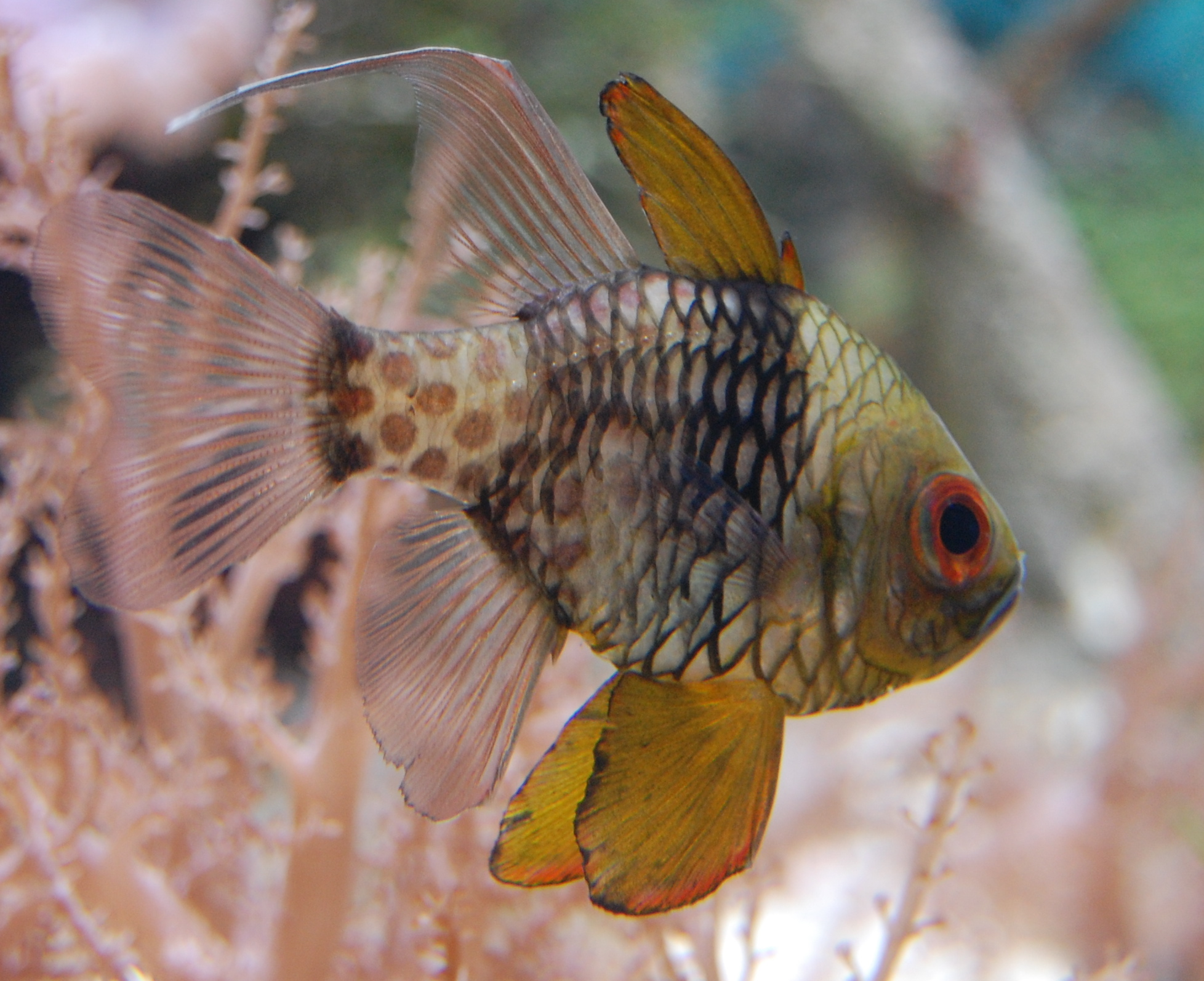
マンジュウイシモチ Sphaeramia nematoptera （マンジュウイシモチ属）。特徴的な体色をもち、識別が容易な種類

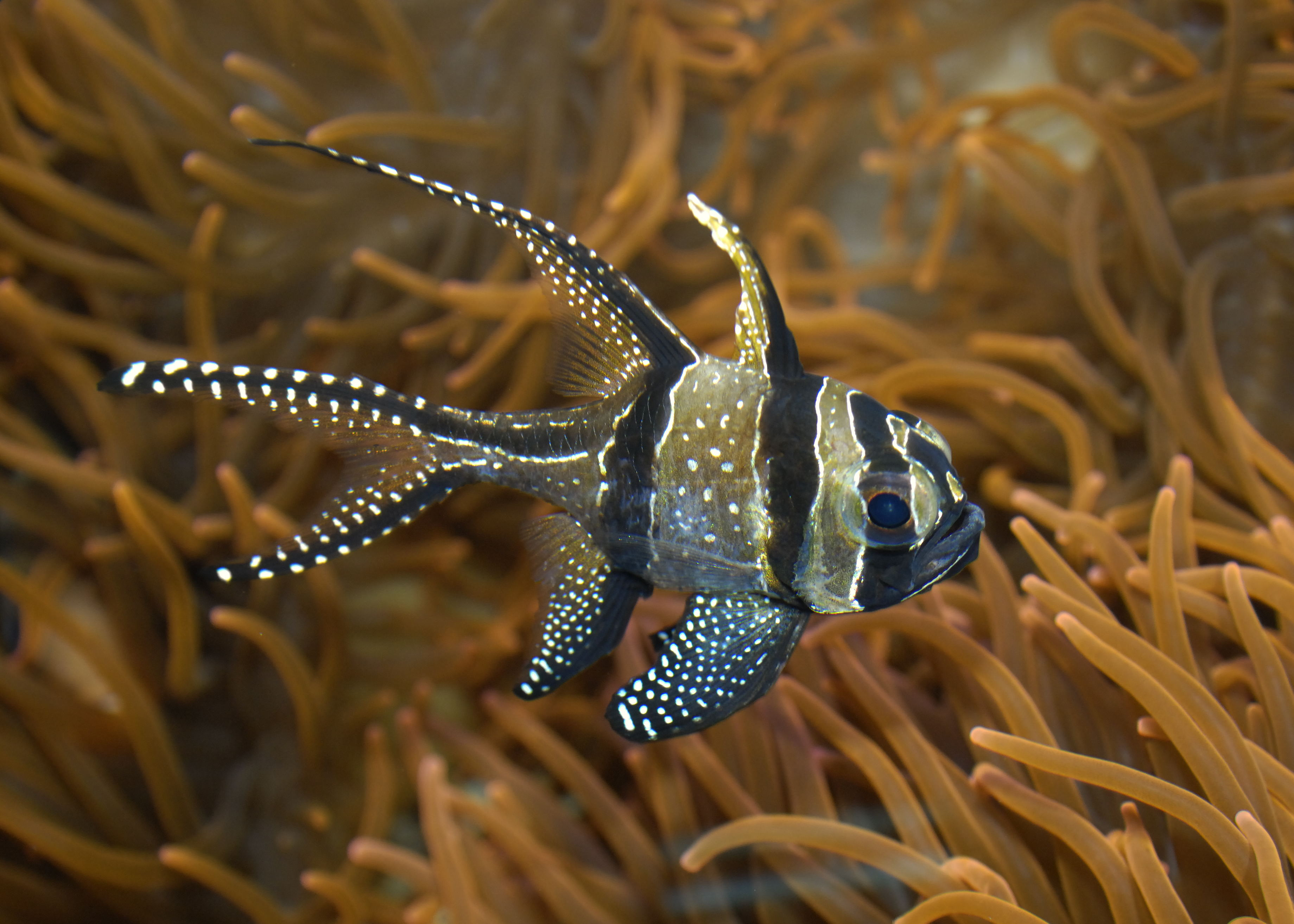
プテラポゴン・カウデルニィーPterapogon kauderni （Pterapogon 属）。東南アジアの熱帯域に分布する種類で、和名「アマノガワテンジクダイ」と呼ばれる。観賞魚としての人気が高い

テンジクダイ科はオニイシモチ亜科・コミナトテンジクダイ亜科・ヌメリテンジクダイ亜科・ Paxtoninae 亜科の4亜科の下に、40属354種が記載される。かつて本科に含まれていたヤセムツの仲間は、25個の椎骨をもつなどの形態の相違に基づき、現在では独立のヤセムツ科 Epigonidae として分類されている。FishBaseでは2025年4月時点で40属367種が認められている。

### オニイシモチ亜科
オニイシモチ亜科 Amioidinae は2属2種で構成される。日本近海からはオニイシモチ1種のみが知られている。
- オニイシモチ属 Amioides
- Holapogon 属

### コミナトテンジクダイ亜科
コミナトテンジクダイ亜科 Apogoninae は14族34属260種で構成される。多くの種類が、口の中で卵を孵化させる、口内保育（マウスブルーディング）の習性をもつ。
- ナンヨウマトイシモチ族 Apogonichthyini
  - ナンヨウマトイシモチ属 Apogonichthys
  - タイワンマトイシモチ属 Foa
  - シボリ属 Fowleria
  - ヤツトゲテンジクダイ属 Neamia
  - Ozichthys 属
  - Vincentia 属
- コミナトテンジクダイ族 Apogonini
  - コミナトテンジクダイ属 Apogon
  - Astrapogon 属
  - Paroncheilus 属
  - Phaeoptyx 属
  - トマリヒイロテンジクダイ属 Zapogon
- アトヒキテンジクダイ族 Aechamiini
  - Archamia 属
  - アトヒキテンジクダイ属 Taeniamia
- ヤライイシモチ族 Cheilodipterini
  - ヤライイシモチ属 Cheilodipterus
- カガミテンジクダイ族 Glossamiini
  - Glossamia 属
  - カガミテンジクダイ属 Yarica
- クダリボウズギス族 Gymnapogonini
  - サクラテンジクダイ属 Cercamia
  - クダリボウズギス属 Gymnapogon
  - Lachneratus 属
  - クダリボウズギスモドキ属 Pseudamiops
- Lepidamiini 族
  - Lepidamia 属
- スジイシモチ族 Ostorhinchini
  - スジイシモチ属 Ostorhinchus
- ヒトスジイシモチ族 Pristiapogonini
  - ヒトスジイシモチ属 Pristiapogon
  - アカヒレイシモチ属 Pristicon
- スカシテンジクダイ族 Rhabdamiini
  - スカシテンジクダイ属 Rhabdamia
- ヒカリイシモチ族 Siphamiini
  - ヒカリイシモチ属 Siphamia
- マンジュウイシモチ族 Sphaeramiini
  - カクレテンジクダイ属 Apogonichthyoides
  - ツマグロイシモチ属 Jaydia
  - ナミダテンジクダイ属 Nectamia
  - プテラポゴン属 Pterapogon
  - Quinca 属
  - マンジュウイシモチ属 Sphaeramia
- クロスジスカシテンジクダイ族 Veruluxini
  - クロスジスカシテンジクダイ属 Verulux
- イトヒキテンジクダイ族 Zoramiini
  - サンギルイシモチ属 Fibramia
  - イトヒキテンジクダイ属 Zoramia

### Paxtoninae 亜科
Paxtoninae 亜科は1属1種を含む。連続した単一の背びれをもつ。日本近海からの報告はない。
- Paxton 属

### ヌメリテンジクダイ亜科
ヌメリテンジクダイ亜科 Pseudamiinae は1属7種を含み、日本近海からは5種が知られる。
- ヌメリテンジクダイ属 Pseudamia